# Сент-Урсан
Сент-Урса́н (фр. Saint-Ursanne) — старовинне місто та колишній муніципалітет округу Поррантрюї в кантоні Юра, Швейцарія, що зберіг значну частину свого середньовічного характеру. У місті збереглося багато історичних будівель, зокрема романське абатство, колегіальна церква, клуатр, численні середньовічні будинки, скит та міст XVIII століття. Річка Ду робить петлю біля Сент-Урсана, перш ніж впадати у Францію. З 2009 року Сент-Урсан є частиною нового муніципалітету Кло-дю-Ду. Діюча залізнична станція розташована над містом, на сході.
Місто відоме середньовічним фестивалем, який воно організовує щоліта, та щорічними міжнародними гірськими перегонами Сент-Урсан – Ле-Ранжьє, що проходять у серпні.
Назва міста походить від імені святого Урсіцина, монаха сьомого століття, який заснував тут монастир.
Це місто отримало нагороду як одне з «найкращих туристичних сіл» у світі від ЮНВТО.

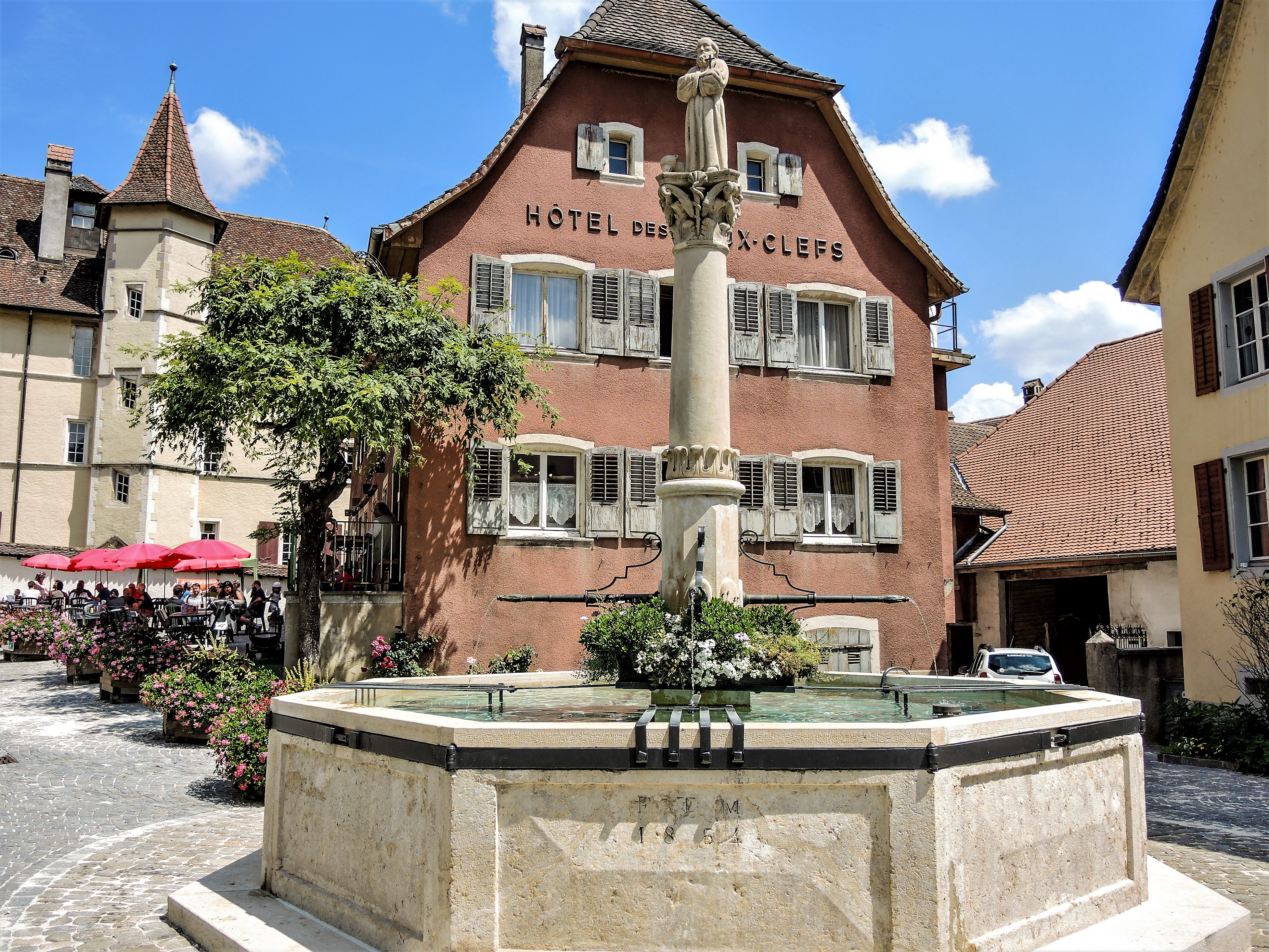
Фонтан у центрі міста, 2018
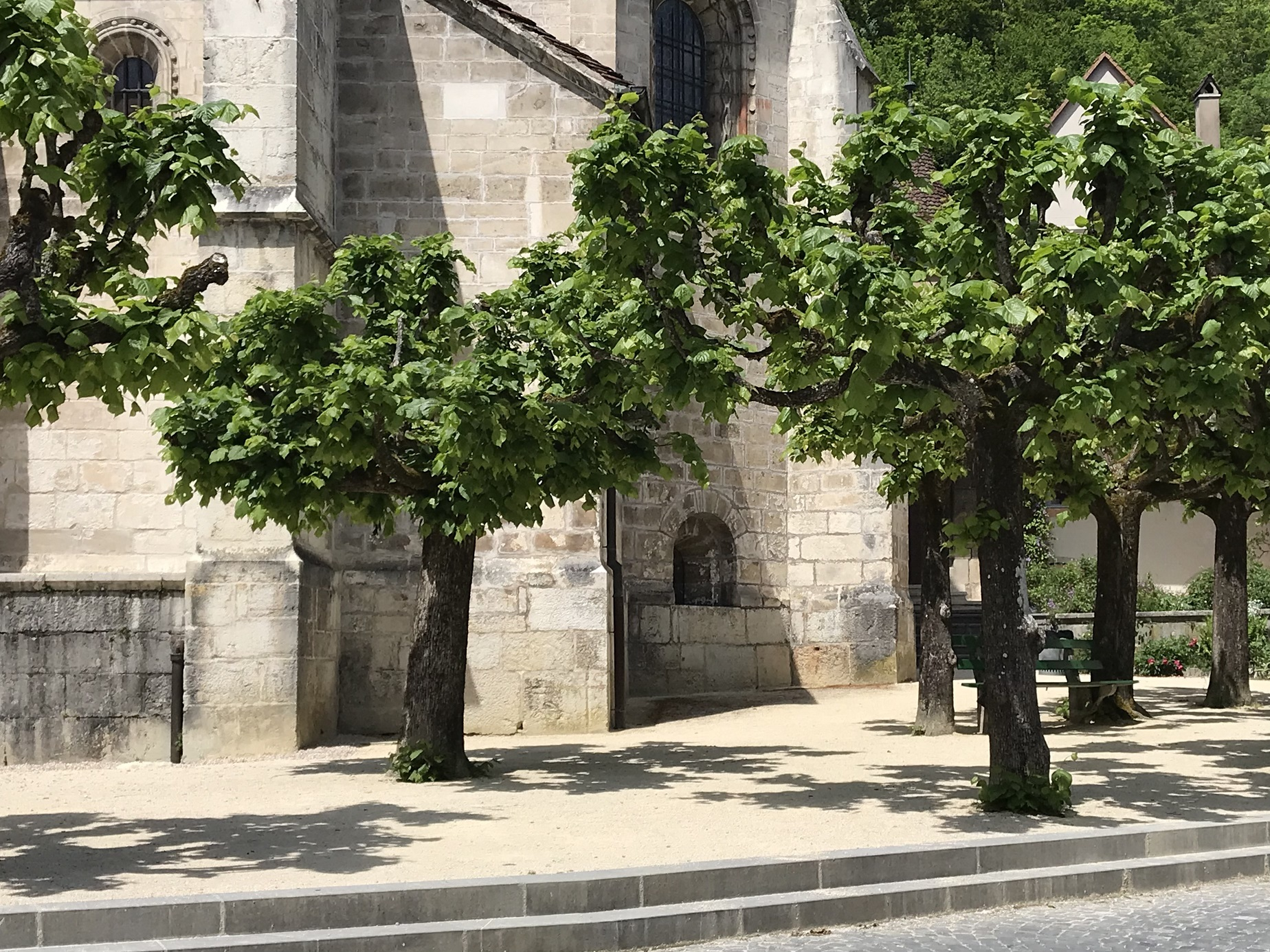
Деталь абатства, 2022
Вигляд з повітря, 1955

## Відомі особистості
- Урсіцин зі Сент-Урсана (VII ст.), ірландський місіонер та відлюдник, його ймовірний саркофаг зберігається в Сент-Урсані
- Святий Вандреґізіль (бл. 605–668), франкський придворний, монах та абат; жив як відлюдник у повній самотності в Сент-Урсані
- Лайонел Регаль (1975 – 2010 у Сент-Урсані), французький гонщик на гірських перегонах, загинув в аварії в Сент-Урсані
- Катрін Гуг (нар. 1976), мистецтвознавиця та кураторка, виросла в Сент-Урсані
- Бенжамен Конц (нар. 1991 у Сент-Урсані), швейцарський професійний хокейний воротар

## Транспорт
Залізнична станція Сент-Урсан розташована в пішій доступності до старого міста. Вона обслуговується маршрутом S3 Базельського S-Bahn, що курсує між станціями Поррантрюї та Ольтен, через Делемон та Базель SBB.